# Erste Kulmbacher Actienbrauerei

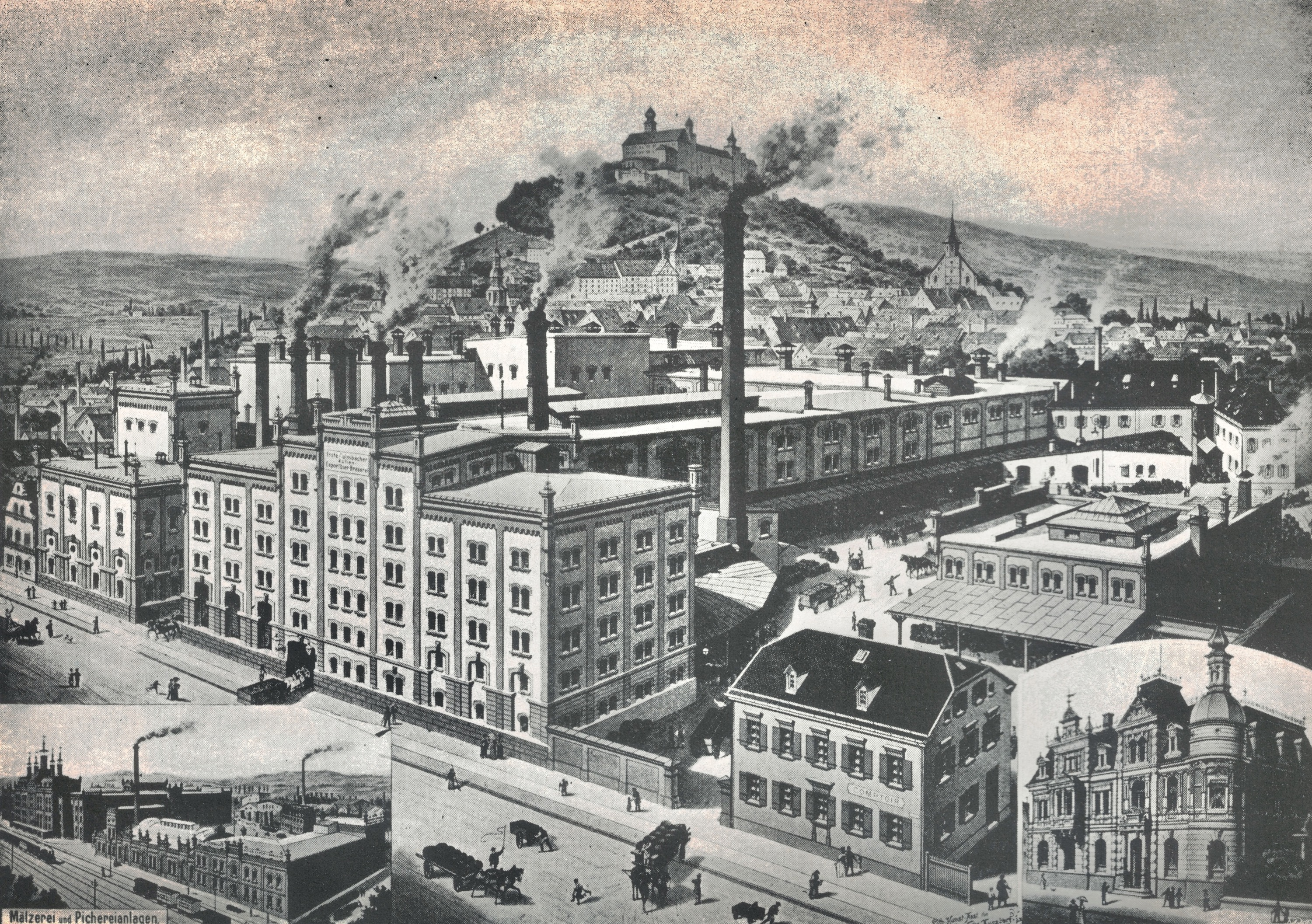
Die Betriebsgebäude der Ersten Kulmbacher Actienbrauerei um 1900 in der Innenstadt von Kulmbach. Im Hintergrund die Plassenburg.

Die Erste Kulmbacher Actienbrauerei AG (1872–1996) in Kulmbach war eine börsennotierte Aktiengesellschaft und eine der bekanntesten Bierbrauereien in Deutschland; sie wurde meist unter ihrer Biermarke EKU genannt.

## Anfänge

### Gründung

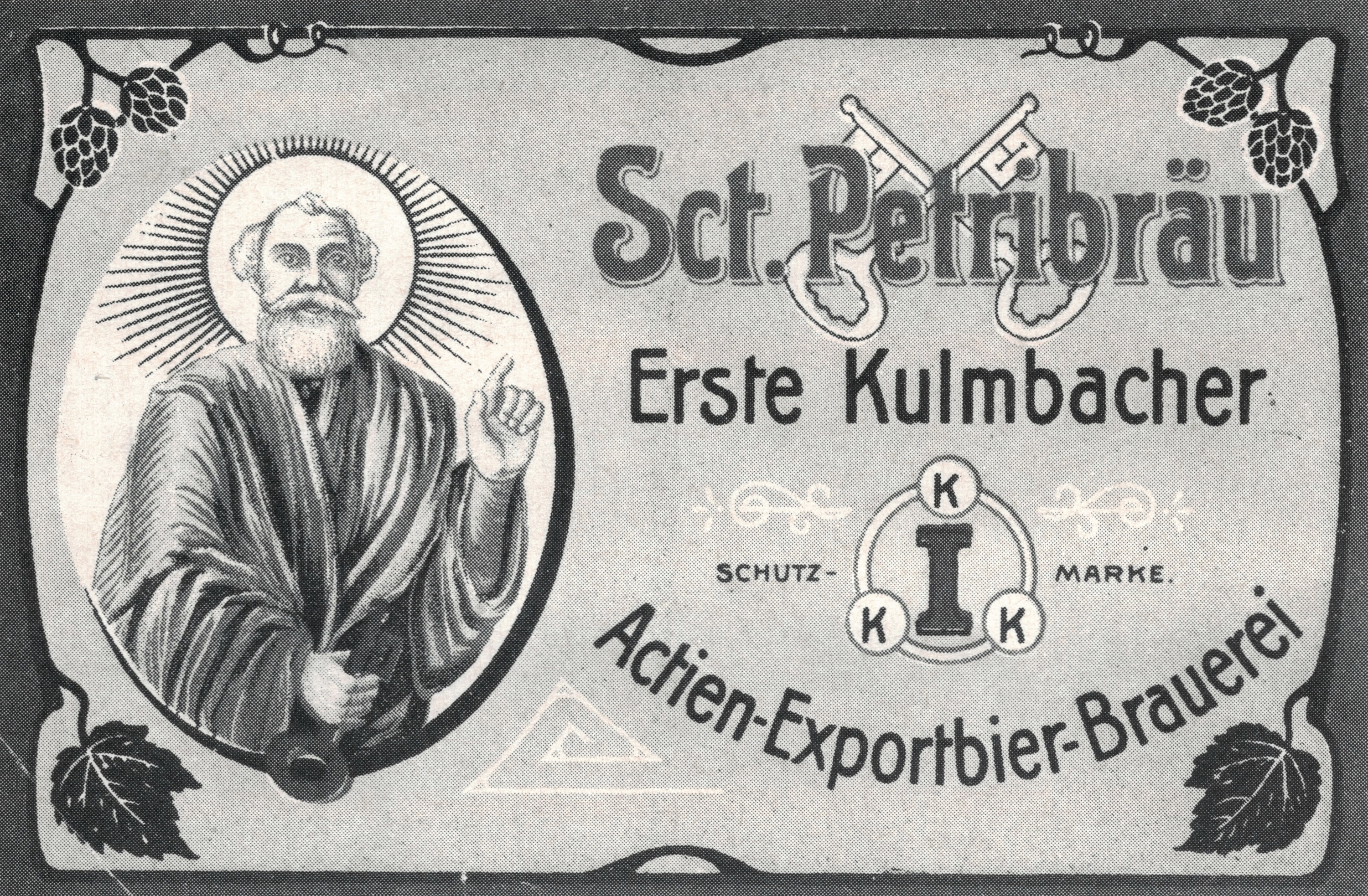
Etikett der 1886 eingeführten Biermarke Sct. Petribräu der Ersten Kulmbacher Actienbrauerei

Das Unternehmen wurde als Erste Culmbacher Actien-Exportbier-Brauerei Aktiengesellschaft am 2. November 1872 in Dresden von vier ortsansässigen Geschäftsleuten zusammen mit dem Kulmbacher Bürgermeister Karl Rosenkrantz gegründet. Der Sitz des Unternehmens war Dresden, die Produktionsstätte befand sich als Zweigniederlassung in Kulmbach. Die Gesellschaft wurde an der Börse in Dresden notiert.
Als Vorstand bestellten sie den Kulmbacher Michael Taeffner (1834–1900). Taeffner war ein erfahrener Bierbrauer der schon 1869 mit acht weiteren Gesellschaftern das Kommunbrauhaus II von der Stadt Kulmbach erworben hatte. Jene Brauerei befand sich in der Webergasse in Kulmbach, die damals noch am Stadtrand lag. Doch bereits 1870 war dies Braustätte zu klein, um nur den Bierbedarf ihrer Gesellschafter zu decken. Sie verkauften deshalb ihre Brauerei an die in Dresden neu gegründete Aktiengesellschaft.

#### Namensgebung
Die Aktionäre hatten vor, die übernommene Brauerei zu modernisieren und auszubauen. Sie planten, Bier zu exportieren, also nicht nur für den örtlichen Bedarf Bier zu brauen. Das Unternehmen ist damit die erste Brauerei in der Rechtsform einer Aktiengesellschaft in Kulmbach und trägt deshalb den Namen Erste Culmbacher Actien-Exportbier-Brauerei.
Die Gründung der Aktiengesellschaft war ein erster Schritt in die Industrialisierung des Brauereigewerbes. Vor allem die von Carl von Linde, in den 1870er Jahren entwickelte Eismaschine machte es möglich, das Bier ganzjährig zu kühlen und damit auch den Transport des Bieres zu ermöglichen.

### Der Aufbau

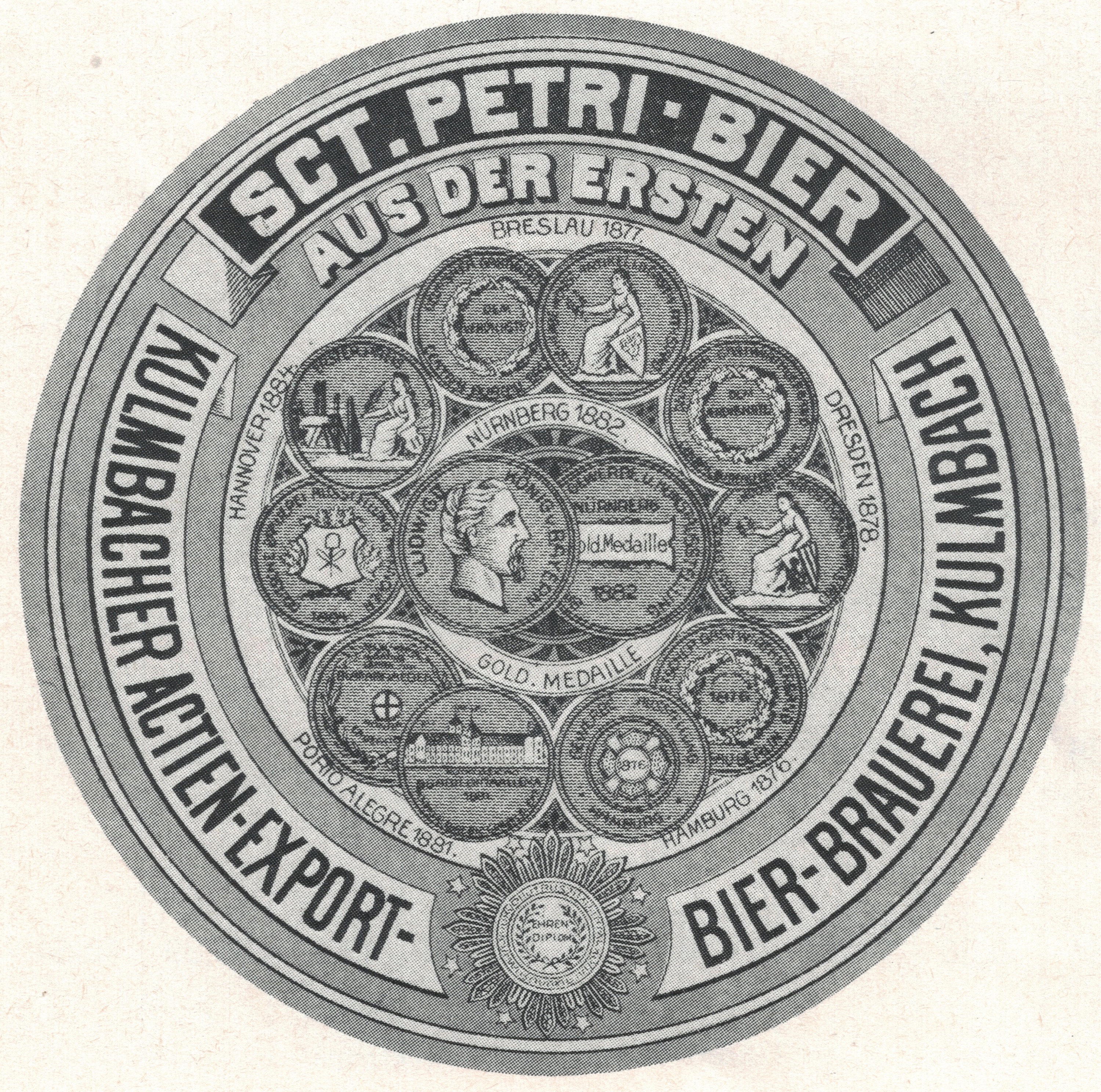
Bier-Etikett mit den Auszeichnungen der EKU

Die Brauerei wurde in zwei Bauphasen modernisiert. In der ersten Phase von 1873 bis 1875 erfolgte der Umbau des ehemaligen Kommunbrauhauses, der Neubau eines Kühlhauses und Gärkellergebäudes, ein Lagerkellergebäude und ein Maschinen- und Kesselhaus, sowie der Baubeginn für eine neue Mälzerei.
In der zweiten Bauphase wurden 1881 Gär-, Lager- und Eiskeller erweitert, 1884 ein Eismaschinenhaus gebaut, 1884/85 eine Pferdestallanlage erstellt, 1885/86 die Brauereifront neu gestaltet, 1886 Maschinen und Kesselhaus vergrößert, sowie 1890 das Sudhaus vergrößert und Gär- und Lagerkeller erweitert. Die Ausweitung der Produktionskapazitäten führte zu einer immer größeren Verdichtung auf dem innerstädtischen Areal. Bis auf zwei Wohnhäuser konnte EKU alle Grundstücke in dem Quartier erwerben und größtenteils bebauen.
Die Entwicklung der Brauerei bis zum Jahr 1900 ist beeindruckend. Die Bierproduktion betrug 17.700 hl im Jahr 1872 und 210.000 hl in 1900. Es wurden 210 Arbeitnehmer beschäftigt. In Bayern gehörte EKU zu den größten Brauereien. In Kulmbach hatte EKU den höchsten Bierausstoß. Die nächstgrößere Brauerei erreichte nur die Hälfte dieses Ausstoßes.
Die Biere wurden vielfach ausgezeichnet. So mit einer Goldenen Medaille in Leipzig 1905. Dies war ein großer Erfolg von Michael Taeffner, der am 14. Mai 1900 stirbt.

## Anfang des 20. Jahrhunderts

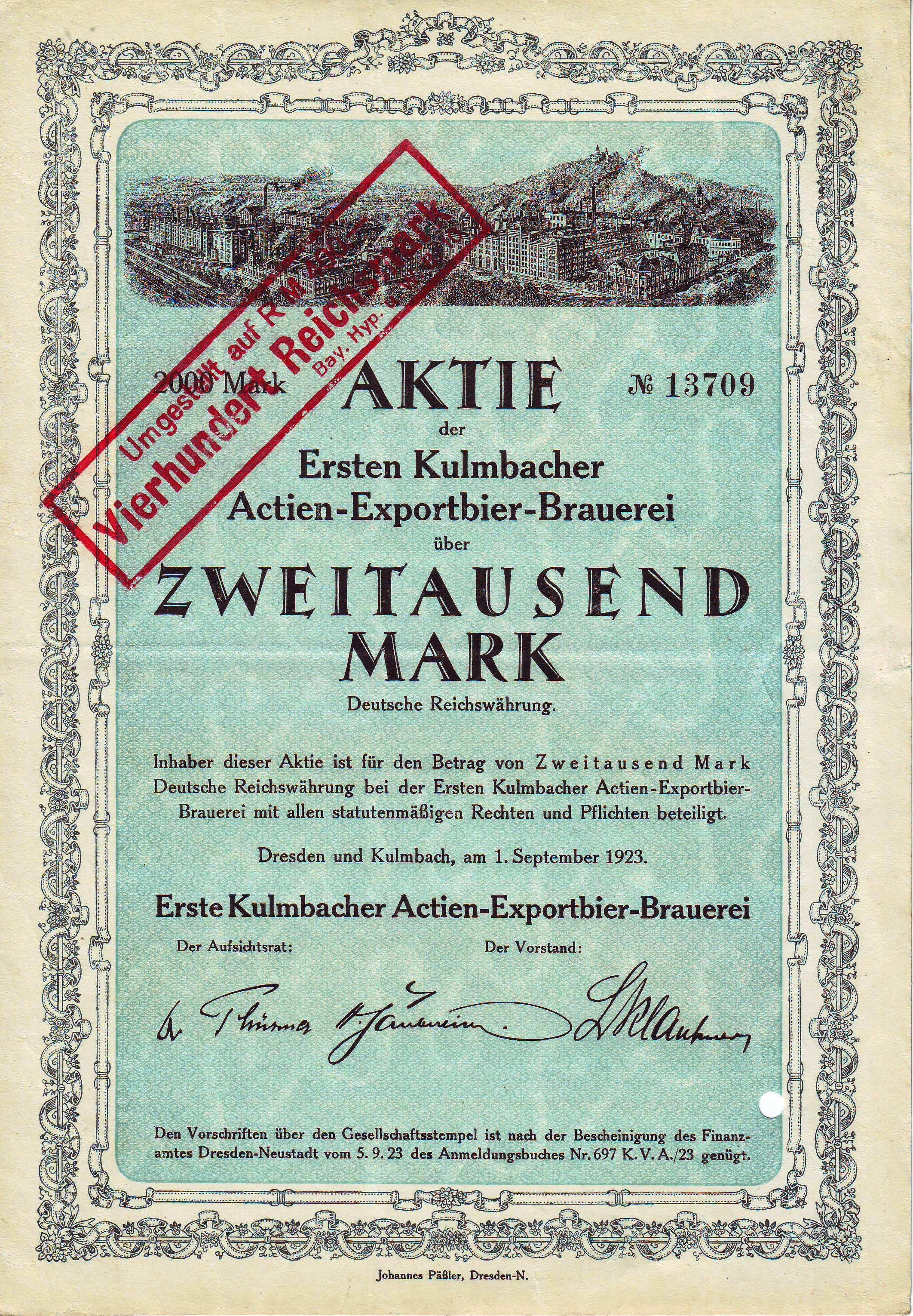
Aktie der Ersten Kulmbacher Actien-Exportbier-Brauerei, 1923

### Rückschläge
Dem fast ungebremsten Aufschwung Ende des 19. Jahrhunderts folgten ab 1900 empfindliche Rückschläge, die die gesamte Kulmbacher Brauindustrie trafen. Der Bier-Export ging stetig zurück und erreichte 1910 einen absoluten Tiefpunkt. Bereits im Jahre 1900/1901 sank der Bierabsatz auf 176.244 hl. Der Grund dafür war nicht nur die konjunkturelle Lage, sondern ein Prozess, der im Jahre 1899 stattfand und viel Staub aufwirbelte, weil den Kulmbacher Brauereien eine Verletzung des bayerischen Reinheitsgebotes und Nahrungsmittelverfälschungen vorgeworfen wurde. Der Grund war die Verwendung von gebranntem Stärkezucker statt Malz zur Färbung des dunklen Bieres.
Im Jahre 1906 stellte EKU auch Flaschenbier her, nachdem bisher Bier nur in Fässern ausgeliefert wurde. In kurzen Abständen folgten die anderen Brauereien in Kulmbach. 1910 kam es zu weiteren staatlichen Auflagen. Das bayerische Staatsministerium des Innern ordnete an, dass der Abstand des Füllstriches vom oberen Rand des Bierglases zwei bis vier Zentimeter betragen muss. Dies war ein Erfolg der gegen schlechtes Einschenken meuternden Biertrinker.

### Der 1. Weltkrieg und Inflation
Das Unternehmen überlebte den Ersten Weltkrieg bei einer stark gedrosselten Produktion, die nur noch ein Siebtel der Höhe in der Friedenszeit erreichte. Die Schwierigkeiten in der Rohstoffversorgung hielten auch nach den Kriegsjahren an. Im Geschäftsjahr 1922/23 konnte erstmals seit Bestehen des Unternehmens keine Dividende an die Aktionäre ausgeschüttet werden. Im Geschäftsjahr 1923/24 betrug die Bilanzsumme inflationsbedingt 625.975.861.611.428.253,45 Mark.
EKU hatte nach dem Ersten Weltkrieg und nach der Inflation eindeutig die Spitzenstellung in Kulmbach inne. Mit der Anschaffung eine Flaschenreinigungs- und Abfüllanlage übernahm sie im Geschäftsjahr 1927/28 eine Vorreiterfunktion. Bis zu diesem Zeitpunkt wurde das Bier fast nur in Fässern verkauft.

### Sitzverlegung
1931 wurde der Sitz der Brauerei von Dresden nach Kulmbach verlegt. Zwei Jahre später vermeldet der Vorstand die Erschließung neuer Absatzgebiete und sogar die Bierausfuhr in die USA.

### Der 2. Weltkrieg
Der Zweite Weltkrieg hatte für EKU schwere wirtschaftliche Folgen. Die Schwierigkeiten in der Rohstoffversorgung und Kriegsschäden an den Fabrikanlagen führen zu hohen Produktionsausfällen. Notwendige Investitionen können nicht durchgeführt werden. EKU konnte jedoch noch eingeschränkt produzieren, schrieb jedoch in den zwei letzten Kriegsjahren erhebliche Verluste.

### Nachkriegszeit
1945 wurde EKU zur “Autorisierten Amerikanischen Armee-Brauerei”. Auch die ersten Nachkriegsjahre waren noch von großen Schwierigkeiten gekennzeichnet. Durch die Teilung Deutschlands gingen nicht nur die Sachwerte in Thüringen und Sachsen, sondern vor allem der größte Teil der alten Kundschaft verloren. Dies führte dazu, dass im Geschäftsjahr 1949/50 der Bierausstoß gerade noch 60.000 hl betrug.

### Unter Vorstand Eribert Kattein
Nach der Währungsreform wurde bereits im Geschäftsjahr 1952/53 der Ausstoß auf 100.000 hl ausgeweitet und es begann eine steile Aufwärtsentwicklung. Entscheidenden Anteil an dem weiteren Aufschwung hatte der Vorstandsvorsitzende Eribert Kattein, der diese Aufgabe von 1960 bis 1981 wahrnahm und neue Märkte für EKU erschloss.
Den entscheidenden Schritt in die Zukunft vollzog Kattein 1968/69 mit dem Neubau der Brauerei  "auf der grünen Wiese”. In nur 12 Monaten entstand in der Mittelau in Kulmbach eine Anlage, die die Fachpresse als technische Pionierleistung für eine Brauerei bezeichnete. Die Gebäude in der Innenstadt wurden abgerissen.
Im Brauerjahr 1971/72 erzielte die EKU mit einem Umsatz von 38 Mio. DM einen Gewinn von 1,5 Mio. DM.

## Entgangene Unternehmenskäufe und Kulmbacher Bierkrieg
Ab 1981 gehörte Siegfried Ehrecke dem Vorstand der Ersten Kulmbacher Actien-Brauerei an. Er war zugleich Aufsichtsrat der Brauhaus Amberg AG in Amberg sowie der Aktiengesellschaften Hofer Bierbrauerei  und Deininger Kronenbräu. 1981 stand in Kulmbach die Sandlerbräu und 1984 die Mönchshof-Brauerei zum Verkauf. Durch Vermittlung der Bayerischen Hypotheken- und Wechselbank kam in beiden Fällen nicht EKU, sondern die Kulmbacher Reichelbräu zum Zuge. Dies führte im Jahre 1984 zum Kulmbacher Bierkrieg. In der Bierstadt Kulmbach gab es unter den vier etablierten Brauereien einen sogenannten “Burgfrieden”. Er besagte, dass man sich im Heimatraum gegenseitig weder Kunden abwerben, noch die jeweiligen Listenpreise unterbieten darf. Auch Mitarbeiter sollten gegenseitig nicht abgeworben werden.
Als Reichelbräu am 20. August 1984 Mönchshof erwarb, ohne dass EKU die Gelegenheit geboten wurde, mitzubieten, sah EKU den Burgfrieden als gebrochen an. Reischach war so wütend, dass er seinen Außendienst anwies, Gasthäuser, die Mönchshof-Bier beziehen, für EKU abzuwerben. Auch der Vorstand von Reichelbräu reagierte entsprechend und versuchte, Gaststätten, die EKU-Bier beziehen, für sich zu gewinnen. Die Folge war, dass den besuchten Wirten Preisnachlässe zwischen 10 und 40 DM pro Hektoliter Bier angeboten werden. Am Ende wechselte keines der angesprochenen Gasthäuser seinen Bierlieferanten.

## Aufbruch zum europaweiten Bierkonzern
1978 übernahm Carl Reischach den Vorstandsvorsitz und ein Jahr später erwarb die Gebr. März AG die Mehrheit der Aktien der EKU. Reischach wollte zusammen mit der Mehrheitsaktionärin einen europaweit tätigen Bierkonzern erschaffen. Im folgenden Jahrzehnt erwarb EKU deshalb eine Reihe von Brauereien und Getränkevertriebsgesellschaften:
1983
- Bad Windsheimer Mineral- und Heilquellen GmbH, Bad Windsheim

1985
- Tucher Bräu AG, Nürnberg,

1985
- Brauhaus Amberg AG, Amberg,

1987
- Henninger Bräu AG, Frankfurt, mit den Eichbaum-Brauereien AG, Mannheim,
- Frankenthaler Brauhaus AG, Frankenthal,

1988
- Bavaria Getränkevertrieb, Unterföhring,

1989
- Getränke Pfleghardt GmbH, Fürth,

1990
- Vereinsbrauerei Greiz GmbH, Greiz,
- Bavaria Getränkevertrieb, Riesa,
- Goldquell Getränkevertrieb, Bad Langensalza,
- EKU Biervertriebsgesellschaft, Roitzsch,
- Ursteinquelle, Riesa,

1991
- Diamant Brauerei GmbH, Magdeburg,
- Meisterbräu GmbH, Halle,

EKU beteiligte sich an Brauereien in der Südsee mit jeweils 5–10 % des Kapitals und schloss Lizenzverträge ab. Dabei handelte es sich um die
- St. Vincent Brewery Ltd., St. Vincent,
- Western Samoa Breweries Ltd., Apia, Westsamoa, und
- Solomon Breweries Ltd., Honiara, Salomon Islands.

Auch in Übersee wurde EKU tätig: In den USA wurde die EKU of America Inc. in Wilmington gegründet.
Die Gesamtmenge der vertriebenen Getränke im Konzern betrug im Jahr 1996 6,2 Mio. hl. Das entsprach einem Umsatz von 750 Mio. DM, fast das Zehnfache des Umsatzes der Muttergesellschaft EKU.
Der Kauf der Gesellschaften erfolgte ausschließlich über Bankkredite. Als der Vorstand Reischach im Jahre 1978 sein Amt als Vorstandsvorsitzender antrat, betrugen die Bankschulden von EKU 12 Mio. DM. Als Reischach am 31. Januar 1992 in Ruhestand ging, waren es 173 Mio. DM. EKU überlebte nur durch die Ergebnisübernahme durch die Gebr. März AG. Im Jahre 1993/94 wurden 60 Mio. DM an Verlusten ausgeglichen. 1994/95 sollten es 30 Mio. DM werden. Trotz der Fehlentwicklung wurde Reischach im Jahre 1992 zum Aufsichtsratsvorsitzenden gewählt. Zu diesem Zeitpunkt war das Ausmaß der Verluste schon offenbar.

## Der Abstieg
Seit 1990 begann die EKU wiederum mit dem Verkauf von Tochtergesellschaften:
- 1990 gehen Henninger-Bräu AG, Frankfurt, und Bad Windsheimer Heil- und Mineralquellen GmbH, Bad Windsheim, an die Gebrüder März AG, Rosenheim
- 1992 Magdeburger Brau GmbH geht an Bavaria St. Pauli Brauerei AG, Hamburg
- 1994 Tucher Bräu AG, Nürnberg, geht an Dr. Hans Inselkammer
- 1995 Unima Malzfabrik GmbH, Kulmbach, geht an Ireks GmbH, Kulmbach

Bei den Investitionen hatte sich EKU völlig übernommen. In den Jahren 1988 bis 1992 wurden rund 100 Mio. DM in Produktions- und Vertriebskapazitäten investiert. Allein 50 Mio. DM wurden für Sachinvestitionen für ein neues Sudhaus, ein Logistikzentrum und einen Gärkeller investiert. Dadurch konnte die Kapazität im Sudhaus auf 1,2 Mio. hl/Jahr erhöht werden. Die Kapazität der Gärkeller lag noch höher. Demgegenüber betrug die Bierproduktion im Jahre 1995 lediglich noch bei 0,85 Mio. hl.
Ein rückläufiger Biermarkt führte zu nicht unerheblichen Absatzverlusten auch bei EKU. Allein in Bayern ging der Bierumsatz im Jahr 1994 um 5 % zurück. Die EKU hat demgegenüber überproportionale Absatzverluste. Im Geschäftsjahr 1994/95 muss ein Mengenrückgang von 9 % verkraftet werden. Hinzu kommt eine Umsatzverschiebung hin zu Billigbieren auf der einen Seite und Premiumbieren auf der anderen Seite. EKU ist mit seinem Mittelpreissegment bei den Verlierern.
EKU selbst erzielte im Geschäftsjahr 1995 nur noch einen Umsatz von 93,8 Mio. DM und wies einen bilanziellen Verlust von 30,3 Mio. DM aus. Beschäftigt wurden 325 Arbeitnehmer.

## Der Konkurs
Auslöser für das Konkursverfahren der EKU war der Antrag auf Eröffnung des gerichtlichen Vergleichsverfahrens der Muttergesellschaft Gebr. März AG am 8. März 1996 beim Amtsgericht Rosenheim. Damit konnten die Verpflichtungen aus dem abgeschlossenen Ergebnisabführungsvertrag nicht mehr erfüllt werden und die Muttergesellschaft nicht mehr die Verluste von EKU ausgleichen. EKU erwartete für das Geschäftsjahr 1994/95 noch eine Zahlung für den Verlustausgleich von 14 Mio. DM, die von Gebr. März AG nicht mehr erfüllt wurde. Damit war EKU zahlungsunfähig und gezwungen, Konkursantrag zu stellen.
Am 18. März 1996 beantragte der Vorstand der EKU beim Amtsgericht Bayreuth die Eröffnung des Konkursverfahrens. Das Konkursverfahren wurde jedoch erst am 30. April 1996 eröffnet. Zum Konkursverwalter wurde der Stuttgarter Rechtsanwalt Dr. Volker Grub bestellt.

### Reichelbräu AG übernimmt EKU

#### Gescheiterter Übernahmeversuch
Grub setzte die Übernahmeverhandlungen mit der Kulmbacher Reichelbräu AG fort, die der Vorstand der EKU, Jochen Weber, bereits im Jahre 1995 eingeleitet hatte. Der Verlust von 30,3 Mio. DM des Jahres 1995 war aufgrund des Ergebnisabführungsvertrages von der Gbr. März AG zu übernehmen. Gbr. März AG hatte daraufhin bereits eine Anzahlung von 16,1 Mio. DM geleistet. Die Restzahlung von 14,2 Mio. DM stand jedoch aus. Sie sollte im Monat März 1996 beglichen werden. In der Annahme, dass diese Zahlung noch geleistet werde, kam es am 14. Februar 1996 zu einem Kaufvertrag zwischen der Gbr. März AG, vertreten durch ihren Vorstandsvorsitzenden Dieter Jünemann und der Reichelbräu AG über alle Aktien der EKU. Die Übernahme war für den 29. April 1996, dem Termin einer Hauptversammlung der EKU, geplant.
Der Kaufvertrag scheiterte, weil Gebr. März AG wegen ihres Insolvenzverfahrens die Verpflichtung aus dem Ergebnisübernahmevertrag nicht erfüllen konnte.

#### Verkauf durch den Konkursverwalter
Der Konkursverwalter Grub nahm sofort die Gespräche mit der Reichelbräu AG auf und bot an, die Geschäftsaktivitäten der EKU im Rahmen eines Asset-Deals zu veräußern. Das bedeutete, dass nur Vermögensgegenstände der Braubetriebes, nicht aber Aktien der EKU übertragen werden sollten. Das letztere hätte erfordert, die EKU zu entschulden, ein Vorgang dessen Erfolg fraglich gewesen wäre und sich über Monate erstreckt hätte.
Der Vorstand der Reichelbräu AG, Gert Langer, befürchtete, dass dann viele Kunden die Vertragsbeziehungen zu EKU aufkündigen und andere Bierlieferanten suchen würden, wenn sich die Vertragsverhandlungen über eine längere Zeit hinziehen würden.
Reichelbräu war bis dahin nur als eine regionale Marke bekannt. Ziel war es, ihren Firmennamen in Kulmbacher Brauerei AG zu ändern. Aufgrund einer historischen Vereinbarung der vier großen Kulmbacher Brauereien, Erste Kulmbacher Actienbrauerei AG, Reichelbräu AG, Mönchhofsbräu GmbH und Sandlerbräu GmbH war dies bisher nicht möglich. Die vier Brauereien hatten sich darauf geeinigt, den Namen Kulmbach in der Alleinstellung nicht zu verwenden. Nachdem Reichelbräu bereits die Mönchshofbräu GmbH und Sandlerbräu übernommen hatte, bestand mit der Übernahme von EKU für Reichelbräu erstmalig die Chance, eine Marke “Kulmbacher Bier” zu schaffen. Untersuchungen hatten gezeigt, dass Kulmbach als Bierort in Deutschland einen hohen Bekanntheitsgrad hat, der höher zu werten sei als die Einzelmarken aus Kulmbach. Die Reichelbräu AG war deshalb an einem schnellen Vertragsabschluss interessiert und wurde von ihrer Mehrheitsgesellschafterin, der Schörghuber-Holding-GmbH in München unterstützt.
Bereits am 1. Mai 1996 schloss Grub mit der Reichelbräu AG einen Kaufvertrag für die betriebsnotwendigen Assets der EKU, der auch die Minoritätsbeteiligungen an den drei Überseebrauereien beinhaltet. Der Kaufpreis betrug 68 Mio. DM und die Übergabe erfolgte zum 1. April 1996. 106 Arbeitnehmer der EKU wurden übernommen.
Aus EKU wird E.K. Aktienbrauerei AG
Grub war nach dem Kaufvertrag verpflichtet, den Firmennamen Erste Kulmbacher Actienbrauerei AG zu ändern. Er lautete zukünftig E.K. Aktienbrauerei AG. Reichelbräu firmierte danach mit Kulmbacher Brauerei AG.

### Ende des Konkurses
Die Vereinsbrauerei Greiz führte Grub noch bis zum 30. Juli 1997 und veräußerte sie an den Unternehmer Richard Wagner aus Frankfurt.
Das Insolvenzverfahren wurde erst im Jahr 2011 vollständig abgeschlossen, da gegen EKU noch ein Rechtsstreit geführt wurde.
Die Insolvenzgläubiger der EKU mit Forderungen in Höhe von 70 Mio. DM erhielten eine Zahlungsquote von 51 %. Fünf Banken waren mit ihren Krediten in Höhe 51,2 Mio. DM mit Grundschulden und Sicherungsübereignungen gesichert und wurden vollbefriedigt.